# Акбунар (Даутбал)
Акбунар или Ак бунар (на гръцки: Ασπρόβρυση, Аспровриси, до 1926 година Ακ Μπουνάρ, Ак бунар) е квартал на град Даутбал (Ореокастро) в Солунско, Гърция.

## География
Акбунар е северната махала на Даутбал, разположена в подножието на планината Балджа, и в нея са разположени Първа и Втора дутбалска гимназия.

## История

### В Османската империя
В края на XIX век Акбунар е малко българско селце в Солунска каза, Вардарска нахия. В „Етнография на вилаетите Адрианопол, Монастир и Салоника“, издадена в Константинопол в 1878 година и отразяваща статистиката на населението от 1873 година, Ак Бунар (Ac Bounar) има 8 домакинства с 35 жители българи. В 1900 година според Васил Кънчов („Македония. Етнография и статистика“) в Ак бунар живеят 70 българи християни. Населението е под върховенството на Цариградската патриаршия. По данни на секретаря на Българската екзархия Димитър Мишев („La Macédoine et sa Population Chrétienne“) в 1905 година в Ак бунар (Ak Bounar) има 80 българи патриаршисти.

### В Гърция
В 1913 година след Междусъюзническата война Акбунар остава в Гърция. Селото е присъединено към Даутбал. В 1926 година Акбунар, означаващо Бял кладенец на турски, е преведено на Аспровриси.